# Classe Guépard
Pour les articles homonymes, voir Guépard (homonymie) et Bison (homonymie).
Ne doit pas être confondu avec classe Gepard.
La classe Guépard (parfois appelée classe Bison) est une série de six contre-torpilleurs de la marine nationale française mis sur cale à partir de mars 1927 et entrés en service d'août 1929 à janvier 1931.

## Caractéristiques
Ils différaient de la classe précédente, les Jaguar par leur déplacement plus important (2 440 tonnes contre 2 120), leur puissance supérieure (64 000 chevaux au lieu de 55 000), leur armement (5 canons de 138 mm à la place de 5 canons de 130 mm) et leur silhouette à quatre "tuyaux" (au lieu de trois pour les précédents). Programmés en 1925 (Bison, Guépard et  Lion) et 1926 (Valmy Verdun et Vauban), ils précédaient les contre-torpilleurs des classes Aigle (programme 1927) et Vauquelin (programmes 1928 et 1929) qui leur ressemblaient beaucoup.
- Longueur : 128,50 m
- Largeur : 11,69 m
- Déplacement : 2 441 tonnes traité naval de Washington
- Propulsion : Puissance 64 000 ch
- Vitesse : 36 nœuds.

Armement
- 5 pièces de 138,6 mm (5 x 1),
- 4 de 37 mm AA (4 x 1),
- 4 mitrailleuses de 13,2 mm AA (2 × 2),
- 6 tubes lance-torpille 550 mm (2 × 3)

## Navires
| Nom     | Chantier naval                             | Lancement        | Mise en service |
| ------- | ------------------------------------------ | ---------------- | --------------- |
| Bison   | Arsenal de Lorient                         | 19 avril 1928    | août 1929       |
| Guépard | Arsenal de Lorient                         | 19 avril 1928    | 1931            |
| Lion    | Ateliers et chantiers de France, Dunkerque | 29 octobre 1928  | 1930            |
| Valmy   | Chantiers de Penhoët                       | 19 mai 1928      | 1930            |
| Verdun  | Ateliers et chantiers de la Loire          | 4 juillet 1928   | 1930            |
| Vauban  | Ateliers et chantiers de France, Dunkerque | 1er février 1930 | Janvier 1931    |

Le 8 février 1939, l'abordage accidentel du contre-torpilleur Bison par le croiseur Georges Leygues fit 18 morts.

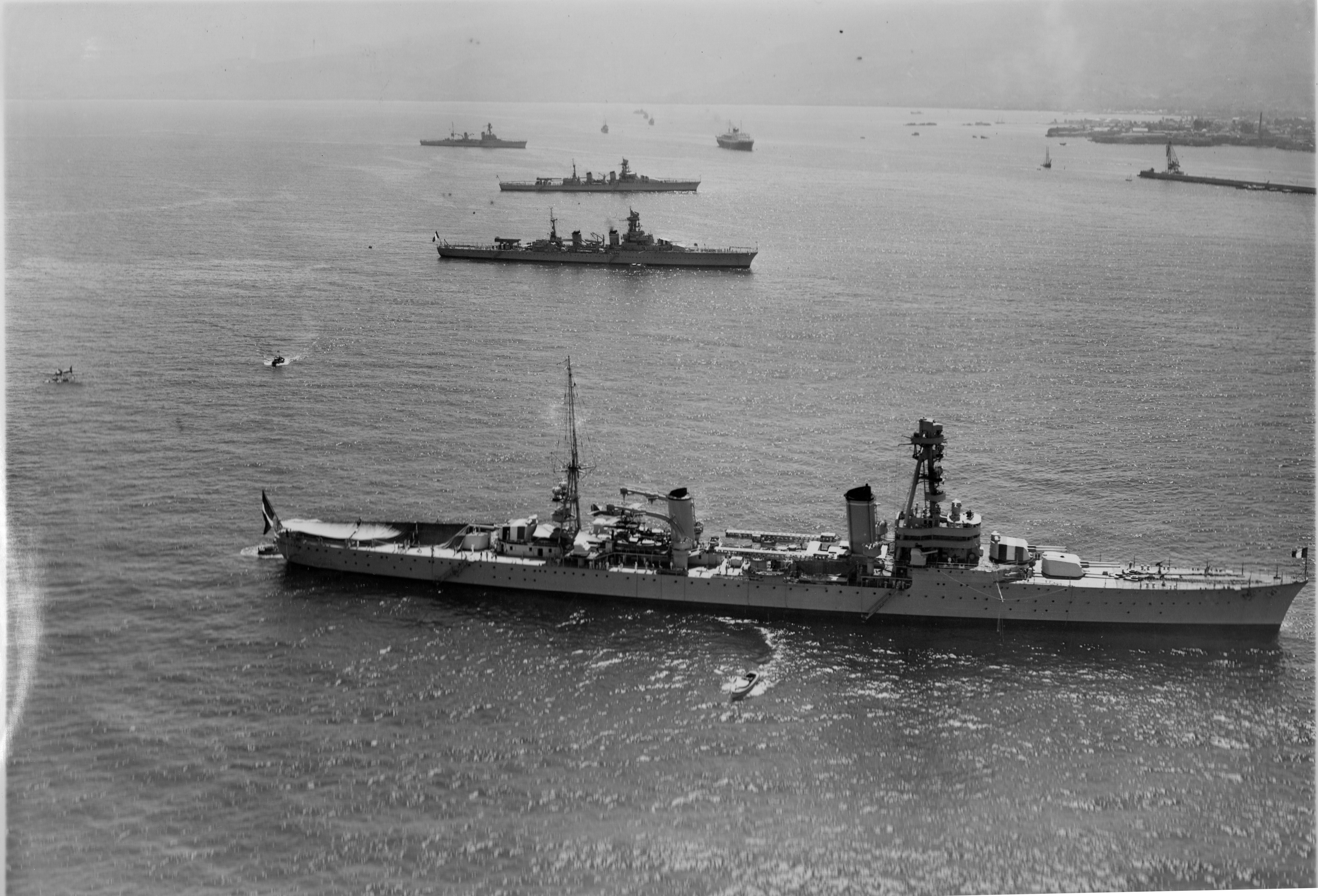
Croiseurs français en rade de Beyrouth.

Le Bison a été coulé le 3 mai 1940, au large de Namsos, lors des opérations d'évacuation des forces alliées en Norvège centrale. Une bombe larguée d'un Stuka a touché la passerelle et provoqué une explosion dans les soutes à munitions avant. Cette explosion projeta le canon de 138 mm à 50 mètres de haut. Son commandant, le capitaine de frégate Bouan, fut tué sur le coup. Son commandant en second, le capitaine de corvette Robert Giraud, fut grièvement blessé et mourut des suites de ses blessures. Environ une moitié de l'équipage fut recueillie sur le HMS Afridi, un destroyer de la Royal Navy, mais celui-ci étant à son tour touché par une bombe, il n'y eut finalement que 112 survivants, dont 60 blessés graves, sur les 268 marins du Bison.
Les cinq autres navires ont été sabordés le 27 novembre 1942 à Toulon. Tous ont été renfloués par la marine royale italienne. Le Lion et le Valmy ont été réparés et remis en service sous pavillon italien en tant que FR21 et FR24. Tous les deux ont à nouveau été sabordés en septembre 1943 à La Spezia. Le Valmy, renfloué une seconde fois, a été utilisé par la Kriegsmarine avant d'être coulé à Gênes en 1945.

## Sources
- (en) Cet article est partiellement ou en totalité issu de l’article de Wikipédia en anglais intitulé « Guépard class destroyer » (voir la liste des auteurs).